# Pløjning (film)
Pløjning er en dansk dokumentarfilm fra 1962.

## Handling
Plovtyper, demonstration af opfuring og afpløjning, samt en gennemgang af den ophængte tofurede plovs indstillingsmuligheder.